# Вулиця Зв'язкова (Львів)
Вулиця Зв'язкова — вулиця у Франківському районі міста Львова, в місцевості Богданівка. Сполучає вулиці Кульпарківську та вулиці Окружну. Прилучаються вулиці Поперечна та Христо Ботева.

## Історія та забудова
Вулиця виникла у 1920-х роках, у 1928 році отримала офіційну назву вулиця Лончнікова. Під час німецької окупації, з 1943 року по липень 1944 року мала назву Домсаґассе, на честь львівського підприємця та філантропа німецького походження Роберта Домса. Після війни було відновлено назву Лончнікова, проте вже 1946 року вулиця отримала сучасну назву — Зв'язкова.
Забудована одно- та двоповерховими садибами 1920-х—1930-х років.